# Sergejs Naumovs
Sergejs Naumovs, ros. Сергей Иванович Наумов, Siergiej Iwanowicz Naumow (ur. 4 kwietnia 1969 w Rydze) – łotewski hokeista, reprezentant Łotwy, trzykrotny olimpijczyk. Trener hokejowy.
Jego syn Antons (ur. 1997) także został bramkarzem hokejowym.

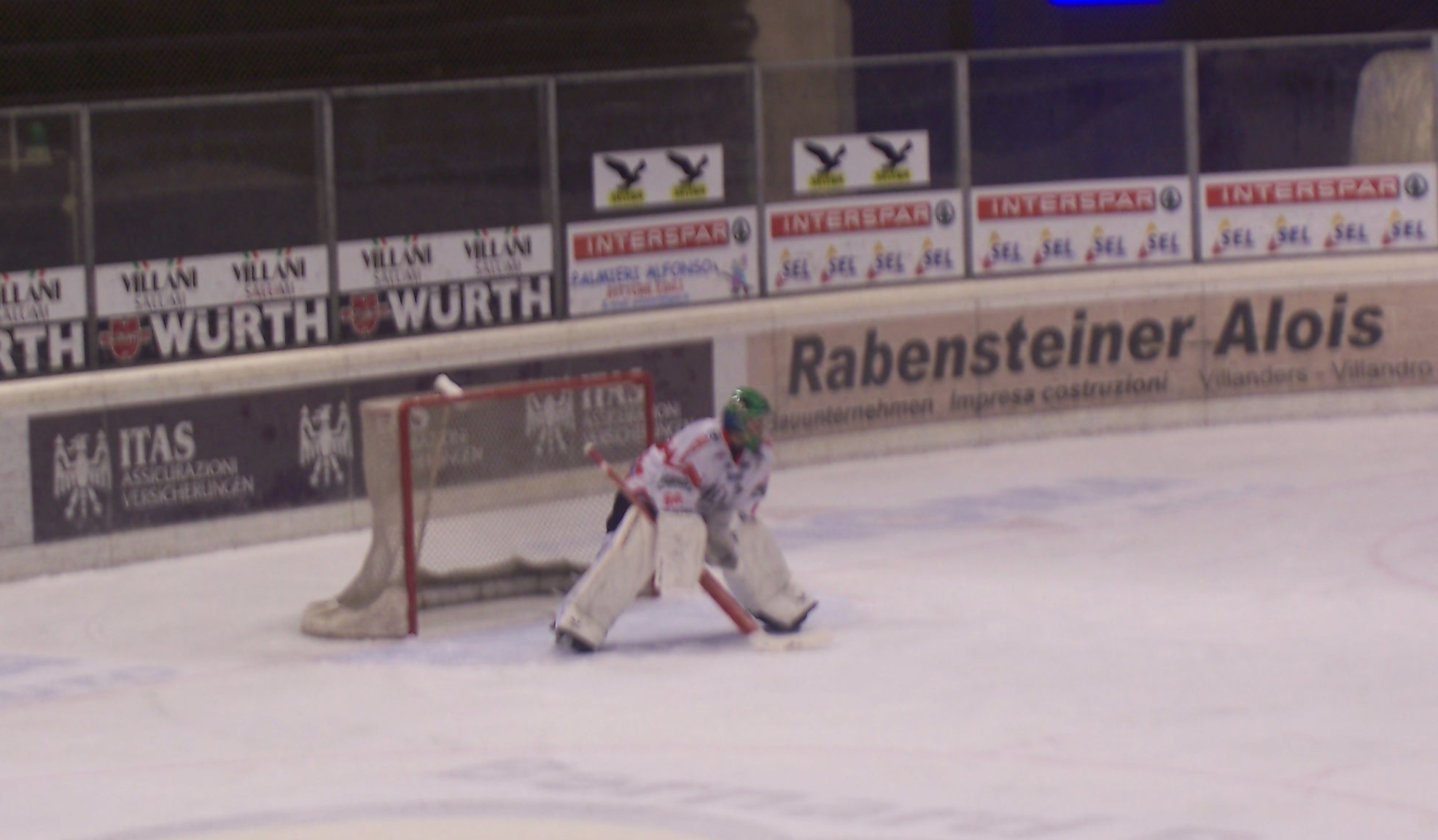
Sergejs Naumovs w barwach HC Bolzano (2006)

## Kariera zawodnicza
- RASMS Riga (1986–1988)
  -  Dinamo Ryga (1987/1988)
- RASMS–Energo Riga (1988–1990)
  -  Dinamo Ryga (1989/19901)
- RASMS Riga (1990–1991)
  -  Dinamo Ryga (1990/1991)
- CSKA Moskwa (1991–1993)
  -  CSKA 2 Moskwa (1991–1993)
- Pardaugava Riga (1993–1994)
- Oklahoma City Blazers (1994–1995)
- San Diego Gulls (1995–2000)
  -  Las Vegas Thunder (1996/1997)
  -  Long Beach Ice Dogs (1998/1999)
- Greensboro Generals (2000–2001)
- Leksands IF (2001)
- Djurgårdens IF (2001–2002)
- SKA Sankt Petersburg (2002–2003)
  -  SKA 2 Sankt Petersburg (2003)
- Siewierstal Czerepowiec (2003–2004)
- Saławat Jułajew Ufa (2004)
  -  Saławat Jułajew 2 Ufa (2004)
- Witiaź Czechow (2004–2005)
- Chimik Woskriesiensk (2005–2006)
- Torpedo Niżny Nowogród (2006)
- HC Bolzano (2006–2007)
- HK Homel (2007–2008)
- Dinamo Ryga (2008–2009)
- Dinamo–Juniors Ryga (2009)

W początkowych latach kariery, na przełomie lat 80./90. grał w zespołach z rodzinnej Rygi w rozgrywkach radzieckich. Od 1991 przez dwa sezony był zawodnikiem CSKA Moskwa. W sezonie 1993/1994 reprezentował Pardaugava Riga w niezależnej lidze łotewskiej. W 1994 wyjechał do Stanów Zjednoczonych i przez siedem sezonów występował w rozgrywkach CHL, WCHL, IHL i ECHL. W 2001 wrócił do Europy i przez dwa lata grał w barwach dwóch drużyn w szwedzkiej lidze Elitserien. Od 2002 przez cztery sezony był bramkarzem ekip w superlidze rosyjskiej. Potem rozegrał dwa pojedyncze sezony w rozgrywkach włoskiej Serie A i białoruskiej ekstraligi. Następnie w barwach Dinama Ryga rozegrał w premierowej edycji 2008/2009 rosyjskich rozgrywek KHL. Karierę zakończył jednym spotkaniem w barwach Dinamo-Juniors Ryga w lidze białoruskiej.
W barwach reprezentacji Łotwy uczestniczył w turniejach mistrzostw świata edycji 1993 (Grupa C), 1994, 1995 (Grupa B), 2000, 2001, 2002, 2003, 2004, 2006, 2007, 2008, 2009 (Elita) oraz zimowych igrzysk olimpijskich 2002, 2006, 2010.

## Kariera trenerska
- Dinamo-Juniors Ryga (2009/2010), trener bramkarzy
- Dinamo Ryga (2009–2012), trener bramkarzy
- HK Rīga (2010–2012), trener bramkarzy
- Reprezentacja Łotwy do lat 20 (2010/2011), trener bramkarzy
- Reprezentacja Łotwy (2011/2012), trener bramkarzy
- Donbas Donieck (2012–2014), trener bramkarzy
- Atłant Mytiszczi (2014–2015), trener bramkarzy
- Łokomotiw Jarosław (2015–2018), trener bramkarzy
- CSKA Moskwa (2018–), trener bramkarzy
- Reprezentacja Rosji (2021/2022), trener bramkarzy

Tuż po zakończeniu kariery zawodniczej podjął pracę trenerską. Przez pierwsze trzy sezony odpowiadał za szkolenie bramkarzy najpierw w swoim ostatnim klubie Dinamo-Juniors Ryga, a potem Dinamie Ryga w KHL oraz równolegle w zespole występującym w juniorskich rosyjskich rozgrywkach MHL. W tym okresie pracował w sztabach reprezentacji Łotwy w turniejach mistrzostw świata do lat 20 edycji 2011 (Dywizja I) oraz seniorskich mistrzostw świata edycji 2012 (Elita). Od 2012 przez dwa sezony był trenerem bramkarzy w ukraińskim zespole Donbas Donieck, występującym w KHL. Potem pełnił tę samą funkcję w klubach rosyjskich w KHL: rok w Mytiszczi i trzy lata w Jarosławiu. W maju 2018 wszedł do sztabu CSKA Moskwa. Równolegle w sezonie 2021/2022 był w sztabie reprezentacji Rosji.

## Sukcesy i nagrody
Reprezentacyjne
- Awans do Grupy B mistrzostw świata: 1993 z Łotwą

Zawodnicze klubowe
- Puchar Spenglera: 1991 z CSKA Moskwa
- Srebrny medal mistrzostw ZSRR: 1992 z CSKA Moskwa
- Złoty medal mistrzostw Łotwy: 1994 z Pardaugava Riga
- Taylor Cup – mistrzostwo WCHL: 1996, 1997, 1998 z San Diego Gulls
- Finał WCHL o Taylor Cup: 1999 z San Diego Gulls
- Awans do Superligi: 2005 z Witiaziem Czechow
- Puchar Włoch: 2007 z HC Bolzano
- Superpuchar Włoch: 2007 z HC Bolzano
- Messecup: 2007 z HC Bolzano

Zawodnicze indywidualne
- Mistrzostwa Świata w Hokeju na Lodzie 1993#Grupa C:
  - Najlepszy bramkarz turnieju
- Mistrzostwa Świata w Hokeju na Lodzie 1994#Grupa B:
  - Najlepszy zawodnik reprezentacji w turnieju
  - Skład gwiazd turnieju
- Mistrzostwa Świata w Hokeju na Lodzie 1995#Grupa B:
  - Najlepszy zawodnik reprezentacji w turnieju
  - Najlepszy bramkarz turnieju
  - Skład gwiazd turnieju

Szkoleniowe reprezentacyjne
- Awans do Elity mistrzostw świata do lat 20: 2011 z Łotwą

Szkoleniowe klubowe
- Złoty medal mistrzostw Łotwy: 2010 z Dinamo-Juniors Ryga
- Złoty medal mistrzostw Ukrainy: 2013 z Donbasem Donieck
- Puchar Kontynentalny: 2013 z Donbasem Donieck
- Finał Pucharu Kontynentalnego: 2014 z Donbasem Donieck
- Brązowy mistrzostw Rosji: 2017 z Łokomotiwem Jarosław
- Puchar Kontynentu: 2019, 2020, 2021 z CSKA Moskwa
- Puchar Gagarina: 2019, 2022 z CSKA Moskwa
- Złoty medal mistrzostw Rosji: 2019, 2020, 2022 z CSKA Moskwa
- Puchar Otwarcia: 2022 z CSKA Moskwa